# Striegelanlage

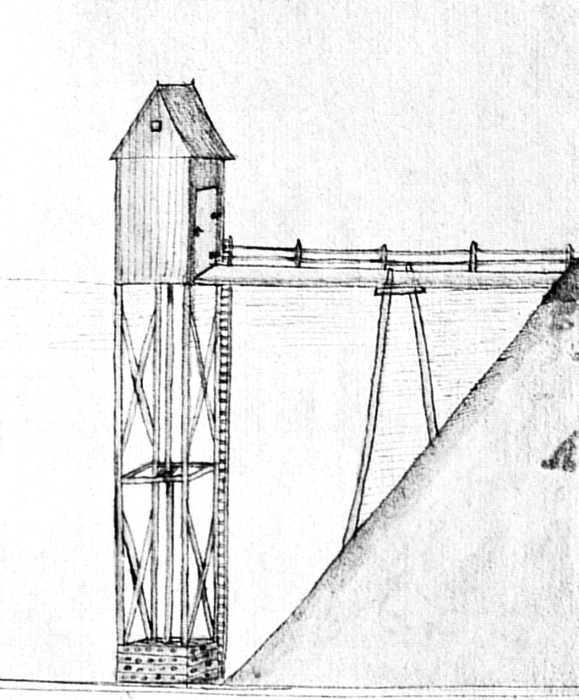
Im Wasser stehendes Striegelhaus des Oberharzer Wasserregals, alte Bauart bis etwa 1714

Eine Striegelanlage ist ein Verschlussorgan von Kunstteichen kleiner Stauanlagen. Sie sind entweder frei zugänglich oder mit kleinen Hütten umbaut, dem so genannten Striegelhaus oder Striegelhäuschen. Die Absperrschieber der alten Staudämme der Revierwasserlaufanstalt Freiberg und des Unterharzer Teich- und Grabensystems werden von alters her so genannt.
Die Anlage besteht aus Striegelgerenne, Zapfen und Zugspindel. Das Striegelgerenne ist der Grundablass des Stauteiches. Dazu wurden dicke Eichenstämme mit der Axt ausgehauen, mit einer Abdeckung versehen und dann mit Rasensoden und Moos verdichtet. Ein fettes Lehm-Ton-Gemisch dichtet das Striegelgerenne weiter ab und konserviert es. Später wurden Grundablässe aus Gusseisen und Beton verwendet. In das Striegelgerenne eingelassen wird der Zapfen (Absperrschieber). Durch einen Schacht wird ein Gestänge (Zugspindel) nach oben geführt. Über diese kann dieser Zapfen vom Striegelhaus aus gezogen oder abgesenkt werden. Auf diese Art wird die Abflussmenge reguliert.
Im Oberharzer Wasserregal gab es zwei Arten von Striegelanlagen, die von der Bauart des Teiches abhängig war. Bei der alten, bis etwa zum Jahre 1700 verwendeten Bauart, hatte der Damm eine Außendichtung, und das Striegelhaus, das mit dem Damm über einen Steg verbunden war, stand im Wasser. Bei den neueren Teichen wies der Damm eine Innendichtung auf und das Striegelhaus stand auf dem Damm.

## Bildergalerie

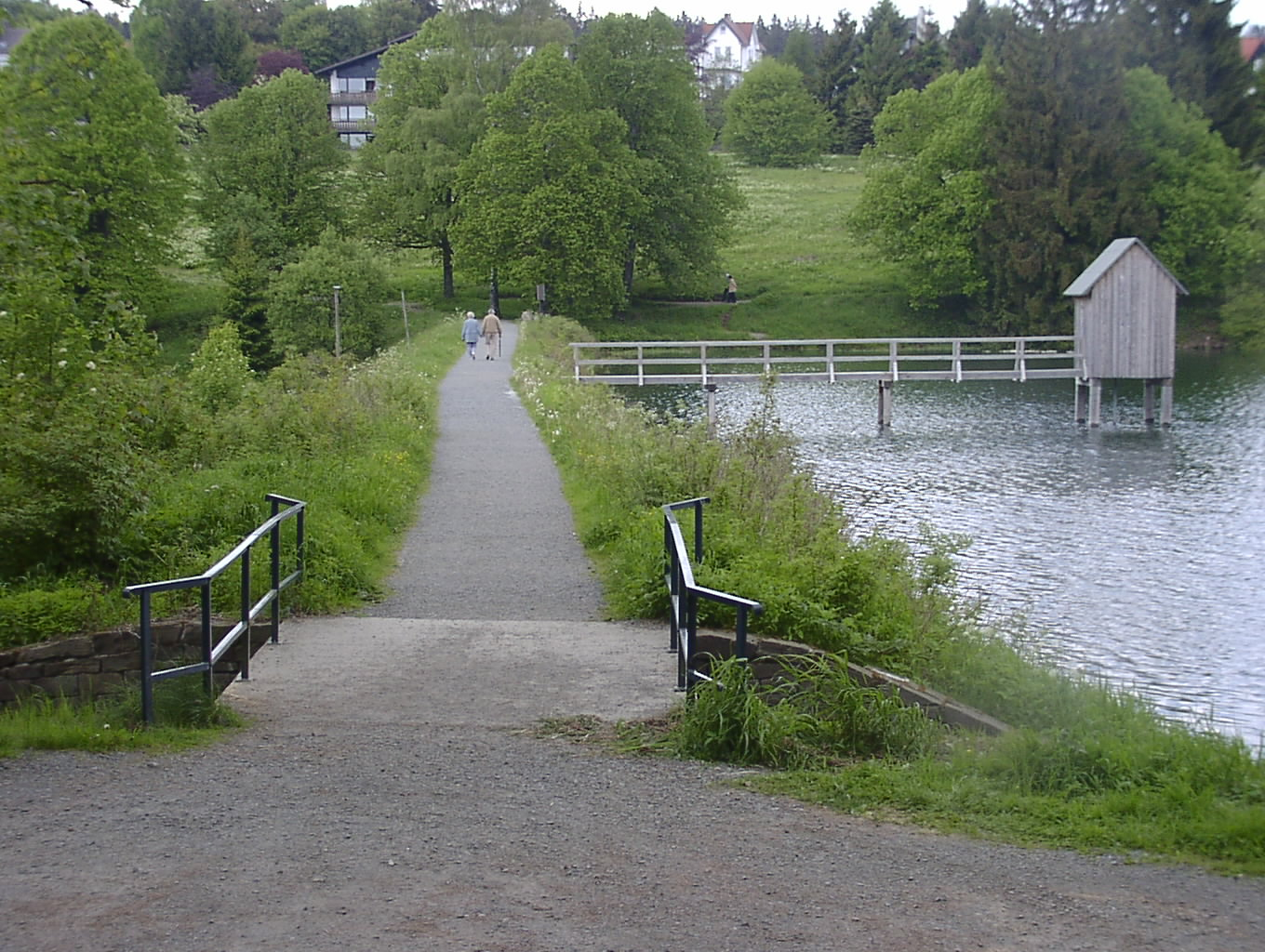
Staudamm des Kranicher Teich bei Hahnenklee mit Striegelanlage alter Bauart, Striegelhaus im Wasser
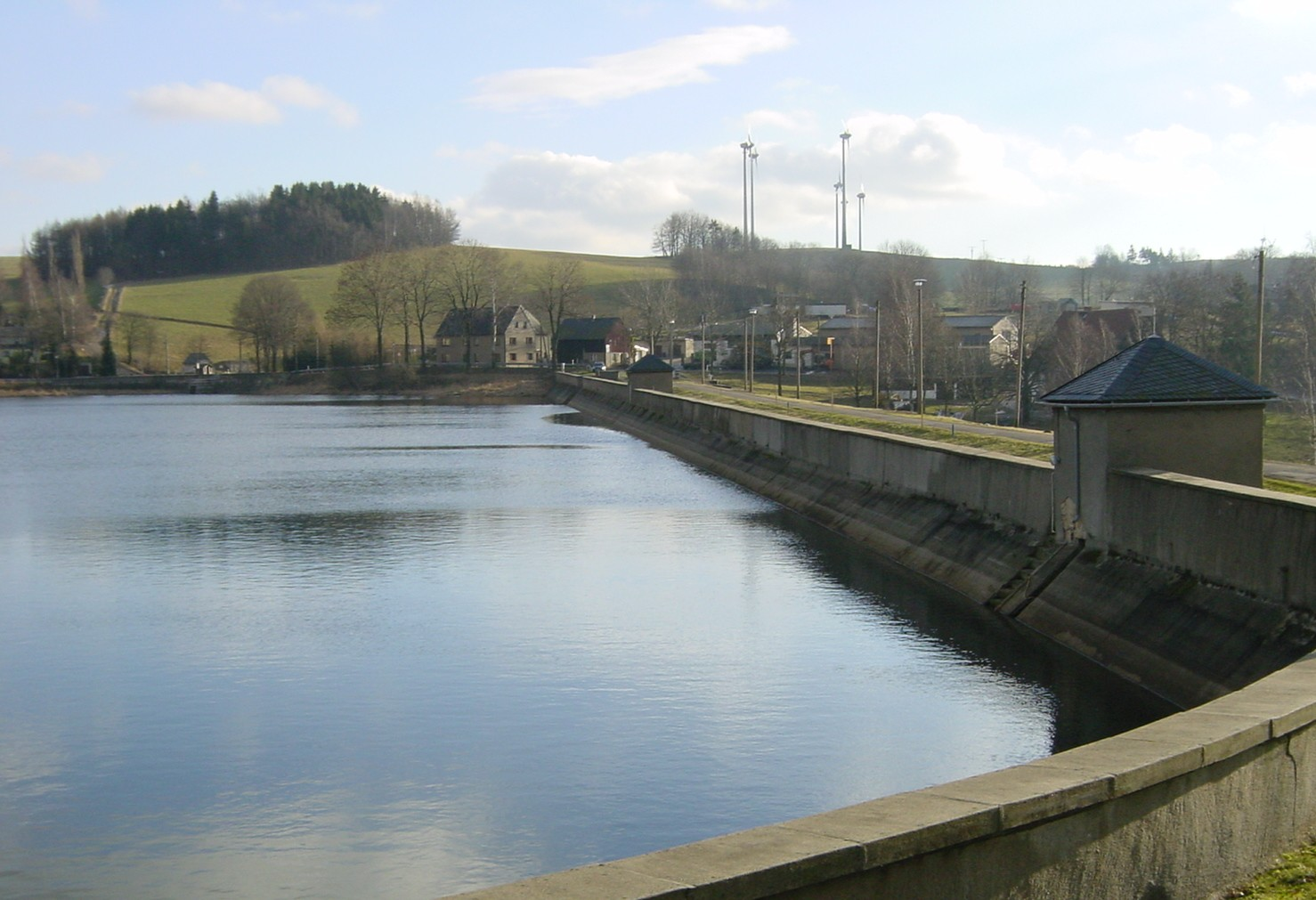
Dittmannsdorfer Teich mit Striegelhaus auf dem Damm
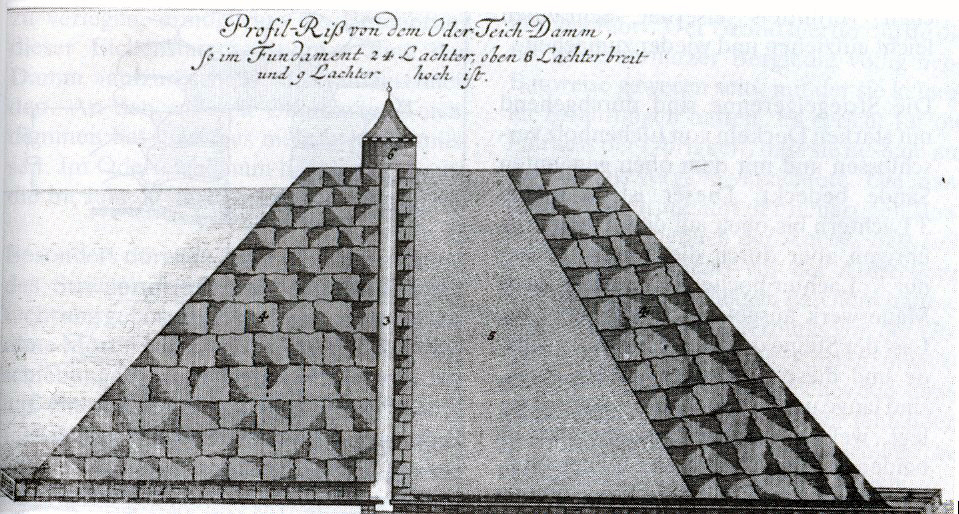
Querschnitt des Oderteichdammes mit Striegelanlage neuer Bauart, Striegelhaus auf dem Damm
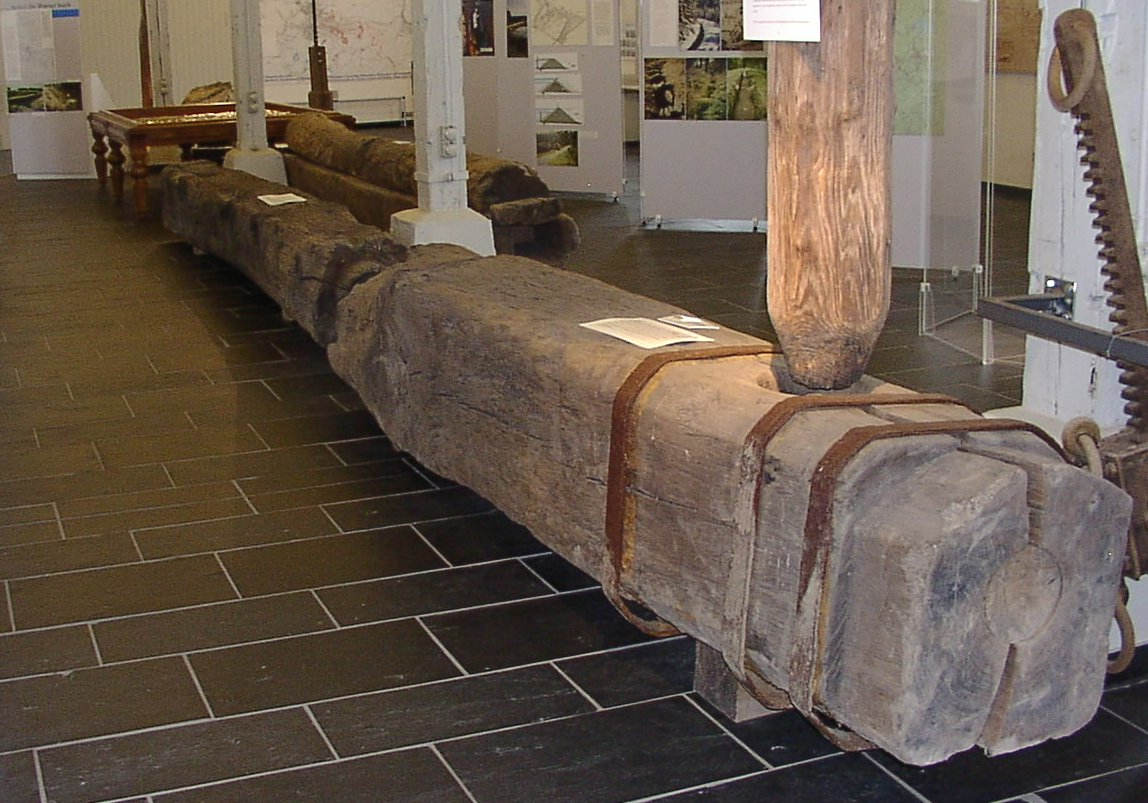
Typische Striegelkonstruktion mit Holzgerennen in einer Ausstellung
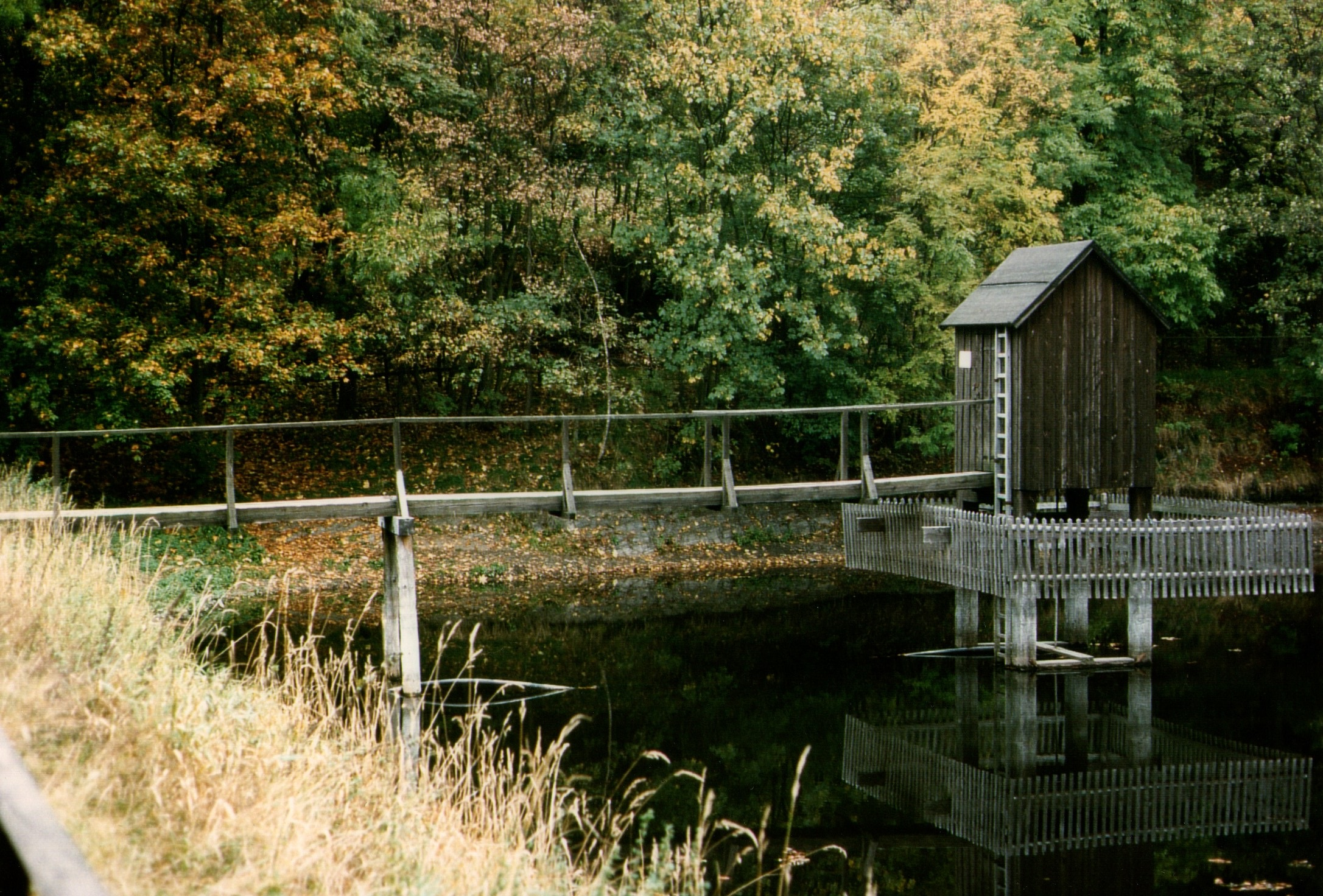
Striegelanlage alter Bauart, Carler Teich, Clausthal-Zellerfeld
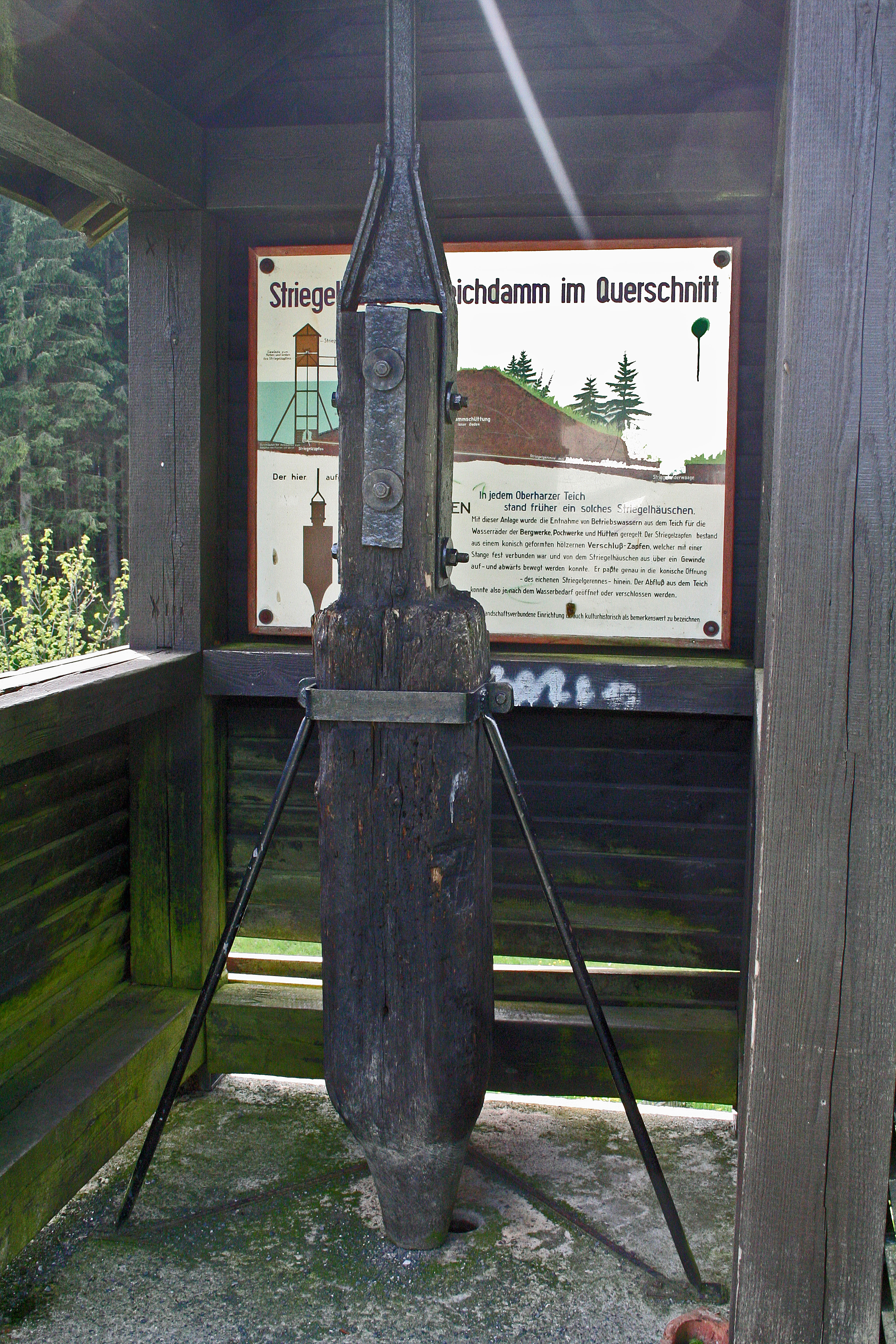
Striegel, ehemals genutzt in einer Striegelanlage alter Bauart bei Clausthal-Zellerfeld